# Nya lyrikserien
Nya lyrikserien, utgiven av Bonniers förlag 1961–1968, var en monografiserie för poesi. Serien innehöll huvudsakligen yngre svenska författare, varav många debutanter. Formatet var litet, omfånget högst 32 sidor, häftena klammerhäftade.
Serien var en fortsättning på Lilla lyrikserien, som utkom 1952–1961, med samma inriktning och utformning.

## Delar i serien
- 1 – Lennart Marklund: Elden och tystnaden (1961)
- 2 – Göran Sonnevi: Outfört (1961)
- 3 – Pär Stolpe: Soldis speglar (1961)
- 4 – Ingegärd Martinell: Som i en bilderbok (1961)
- 5 – Leena Helka: Sju systrar (1962)
- 6 – Bo Gustafsson: Ljuskantring (1962)
- 7 – Björn Håkanson: Rymd för ingenting (1962)
- 8 – Harry M. Hällgren: Urklipp (1962)
- 9 – Bo Carlsson: Ställd i förändringen (1962)
- 10 – Barbro Pilkrog: Tendens mot ljuset (1963)
- 11 – Leif Nylén: Kartbild (1963)
- 12 – Leif Zern: Omvänd kikare (1963)
- 13 – Erik Beckman: Farstu (1963)
- 14 – Ingrid Bergh: Rum utan väggar (1963)
- 15 – Karl O. Andersson: Contrarevolution (1963)
- 16 – Lars Norén: Syrener, snö (1963)
- 17 – Bengt-Åke Sandström: I varianten (1963)
- 18 – Margaretha Hernlund: Oavsiktligt (1963)
- 19 – Gösta Friberg: Furia (1964)
- 20 – Ingemar Berglund: Besksöta (1964)
- 21 – Björn Björnberg: Motiv från ett språng (1964)
- 22 – Bo Jonsson: Med en själ på jakt och fiske (1964)
- 23 – Ivar Paulson: Mörkrum och dröm (1964)
- 24 – Urban Andersson: En tid under örnar (1965)
- 25 – Bengt Erasmie: Bestämningar (1965)
- 26 – Torkel Rasmusson: En vit, kal fläck (1965)
- 27 – Barbro Backberger: Goddag, yxskaft (1965)
- 28 – Hans Boij: Sviternas tal (1965)
- 29 – Jesper Svenbro: Det är i dag det sker (1966)
- 30 – Thomas Tidholm: Försök att se (1966)
- 31 – Bo Sigvard Nilsson: Vindlock (1966)
- 32 – Iris Gustavsson: Sländorna (1966)
- 33 – Anna-Clara Tjerneld: Tjejdikter (1966)
- 34 – Rolf Knutsson: Förändring (1966)
- 35 – Lars Nilsson: Plåtmagasinet (1966)
- 36 – Hedvig Fornander: Meddelanden i vinden (1966)
- 37 – Gabrielle Björnstrand: Min elefant och andra dikter (1966)
- 38 – Karl Sundén: Tilltal (1966)
- 39 – Margareta Ekarv: Jag gul & blå (1966)
- 40 – Kerstin M. Lundberg: Psykodrama (1966)
- 41 – Berit Bergström: Dimensioner, dissektioner (1967)
- 42 – Bengt Hörberg: Lod och längtan (1967)
- 43 – Barbro Lindgren: Genom ventilerna (1967)
- 44 – Lars Hasselblad: Moln med lysande kanter (1967)
- 45 – Tuula Sehlin (pseud. för Tuula Dahl): Bakhållet (1967)
- 46 – Christian von Schéele: En annan (1967)
- 47 – Staffan Söderblom: Fragment (1967)
- 48 – Birgitte Danielson: Eldfåglar och serafer (1967)
- 49/50 – Margareta Lind: Bebar Ketina (1967)
- 51 – Bo-Ingvar Kollberg: Deformationer (1968)
- 52 – Monica Kronlund: Jag vet inte, misstag - jag vet (1968)
- 53 – Kerstin Norbrink: "Ad-jö, små blom-mor" (1968)
- 54 – Leif Brundin: Evighetens svansstump (1968)
- 55 – Ingmar Lemhagen: Det är en råtta (1968)
- 56 – Björn Andersson (författare): Anteckningar kring en ostämd värld (1968)